# Oblička Sena
Oblička Sena (Servisch cyrillisch Обличка Сена) is een plaats in de Servische gemeente Vranje. De plaats telt 52 inwoners (2002).